# Férfi 4 × 100 méteres vegyesúszás a 2015. évi nyári európai ifjúsági olimpiai fesztiválon
A 2015. évi nyári európai ifjúsági olimpiai fesztiválon az úszás férfi 4×100 méteres vegyesúszás versenyeit július 31-én rendezték, Tbilisziben.

## Rekordok
A versenyt megelőzően a következő rekordok voltak érvényben:
| EYOF rekord | Lengyelország | 3:46,07 | Tampere, Finnország | 2009 |

## Előfutamok
Az összesített eredmények alapján a legjobb időeredménnyel rendelkező 8 csapat jutott a döntőbe.
| H  | Nemzet             | Versenyzők                                                                                     | E       | Mj |
| -- | ------------------ | ---------------------------------------------------------------------------------------------- | ------- | -- |
| 1  | Oroszország        | Kliment Kolesznyikov Daniil Kitov Jegor Kujmov Evgenii Somov                                   | 3:46.84 | Q  |
| 2  | Spanyolország      | Hugo Gonzalez De Oliveira Alejandro Raez Munoz Arnau Honrubia Cerda Alex Ramos Fernandez       | 3:48.52 | Q  |
| 3  | Olaszország        | Emanuel Fava Nicolo Martinenghi Luca Chirico Alberto Razzetti                                  | 3:48.73 | Q  |
| 4  | Lengyelország      | Kacper Stokowski Lukasz Solak Marcel Wagrowski Bartosz Robert Piszczorowicz                    | 3:50.00 | Q  |
| 5  | Németország        | Michael Schaeffner Philipp Andre Brandt Daniel Pinneker Tom Reuther                            | 3:50.42 | Q  |
| 6  | Franciaország      | Stanislas Huille Tanguy Lesparre Quentin Loncke Nicolas Vermorel                               | 3:52.29 | Q  |
| 7  | Svédország         | Olle Gustav Skold Daniel Nils Pekka Raisanen Nils Albin Daniel Lovgren Erik Karl Mikael Brandt | 3:54.30 | Q  |
| 8  | Litvánia           | Rokas Juozelskis Erikas Kapocius Paulius Martinkenas Darijus Astrauskas                        | 3:54.57 | Q  |
| 9  | Csehország         | Tomas Ludvik Filip Chrapavy Jakub Karl David Noll                                              | 3:54.64 |    |
| 10 | Izrael             | Sergey Shorin Gal Hadar Tomer Frankel Itai Karmi                                               | 3:57.12 |    |
| 11 | Törökország        | Ilya Atasay Yigit Aydiner Uemitcan Gueres Serhat Kaan Asik                                     | 3:57.30 |    |
| 12 | Hollandia          | Jelle Betten Daan Zwertbroek Jens Krijgsman Thijs Van Wieringen                                | 3:57.79 |    |
| 13 | Egyesült Királyság | Jacob Greenow Cameron James Muir Kieran Bird Elliot Lewis Clogg                                | 3:58.87 |    |
| 14 | Ausztria           | Alexander Trampitsch Valentin Bayer Xaver Gschwentner Felix Nussbaumer                         | 3:58.89 |    |
| 15 | Ukrajna            | Kyrylo Seledtsev Maksym Piekhota Oleksandr Luhovyi Oleksandr Moroz                             | 4:00.34 |    |
| 16 | Görögország        | Panagiotis Bolanos Georgios Kyprou Georgios Veliadis Dimitrios Manios                          | 4:00.93 |    |
| 17 | Szlovákia          | Adam Cernek Filip Somogyi Bartaky Dávid Tomas Ruzic                                            | 4:00.95 |    |
| 18 | Észtország         | Armin Evert Lelle Henry Gerhard Uriko Janter Suun Marko-Matteus Langel                         | 4:01.11 |    |
| 19 | Fehéroroszország   | Mikita Puzevich Yahor Kirykovich Dzmitry Haldzin Mikhail Straitseleu                           | 4:03.61 |    |
| 20 | Finnország         | Niki Karlsson Mikael Karuveha Peik Lindberg Oleksandr Moroz                                    | 4:05.40 |    |

## Döntő
| H     | Név           | Nemzet                                                                                         | E       | Mj |
| ----- | ------------- | ---------------------------------------------------------------------------------------------- | ------- | -- |
| Arany | Olaszország   | Emanuel Fava Nicolo Martinenghi Andrea Facciola Alberto Razzetti                               | 3:46.15 |    |
| Ezüst | Spanyolország | Hugo Gonzalez De Oliveira Alejandro Raez Munoz Arnau Honrubia Cerda Alex Ramos Fernandez       | 3:48.46 |    |
| Bronz | Lengyelország | Kacper Stokowski Rafal Krzysztof Kusto Marcel Wagrowski Antoni Kaluzynski                      | 3:48.83 |    |
| 4     | Franciaország | K-Ryls Miatti Tanguy Lesparre Quentin Loncke Nicolas Vermorel                                  | 3:49.44 |    |
| 5     | Németország   | Michael Schaeffner Philipp Andre Brandt Daniel Pinneker Johannes Hintze                        | 3:49.87 |    |
| 6     | Svédország    | Olle Gustav Skold Daniel Nils Pekka Raisanen Nils Albin Daniel Lovgren Erik Karl Mikael Brandt | 3:52.55 |    |
| 7     | Litvánia      | Rokas Juozelskis Erikas Kapocius Paulius Martinkenas Darijus Astrauskas                        | 3:55.54 |    |
| -     | Oroszország   | Kliment Kolesznyikov Daniil Kitov Jegor Kujmov Ivan Girev                                      | DQ      |    |